# بخش بیگ استون، شهرستان بیگ استون، مینه سوتا
بخش بیگ استون (به انگلیسی: Big Stone Township) یک منطقهٔ مسکونی در ایالات متحده آمریکا است که در شهرستان بیگ استون، مینه‌سوتا واقع شده‌است.
 بخش بیگ استون ۸۹٫۱ کیلومتر مربع مساحت و ۲۵۳ نفر جمعیت دارد و ۳۴۴ متر بالاتر از سطح دریا واقع شده‌است.